# Julius Riyadi Darmaatmadja
Julius Riyadi Darmaatmadja, SJ (Magelang, 20. prosinca 1934.) je indonezijski kardinal Katoličke crkve. Proglašen je kardinalom 1994., postavši drugi Indonežanin koji je postao kardinal.